# Safīpur
Safīpur är en ort i Indien.   Den ligger i distriktet Unnao och delstaten Uttar Pradesh, i den centrala delen av landet, 400 km sydost om huvudstaden New Delhi. Safīpur ligger 135 meter över havet och antalet invånare är 24 801.
Terrängen runt Safīpur är mycket platt. Runt Safīpur är det tätbefolkat, med 709 invånare per kvadratkilometer. Safīpur är det största samhället i trakten. Trakten runt Safīpur består till största delen av jordbruksmark.